# Comté de Giles (Virginie)
Le comté de Giles est un comté de Virginie, aux États-Unis.